# Briggow
Briggow ist eine Gemeinde im Landkreis Mecklenburgische Seenplatte. Die Gemeinde liegt nordwestlich von Neubrandenburg. Sie gehörte bis zum 31. Januar 2004 dem Amt Stavenhagen-Land und seit der Fusion mit der Stadt Stavenhagen dem Amt Stavenhagen an, das seinen Verwaltungssitz in der Reuterstadt Stavenhagen hat.

## Geografie und Verkehr
Briggow liegt etwa zwölf Kilometer südöstlich von Stavenhagen. Die Bundesstraße 104 verläuft nördlich und die Bundesstraße 194 westlich der Gemeinde.
- Die Kirchgemeinde Sülten, die sich vor 1873 nach Kittendorf hielt, hatte einen Kirchweg nach Kittendorf der durch die Großfelderwirtschaft beseitigt wurde.
- Die geometrisch angelegten Teiche in Hof-Sülten entstanden durch die örtliche Tongewinnung für Ziegelbauwerke (Dorfkirche Sülten, Gutshofanlagen).

## Ortsteile
Die Ortsteile der Gemeinde Briggow sind Briggow, Sülten und Sülten Hof.
- Die Kirchgemeinde Sülten, die sich nach Kittendorf hielt, hatte vor 1873 einen Kirchweg nach Kittendorf der durch die Großfelderwirtschaft der LPG beseitigt wurde.

## Politik

### Gemeindevertretung und Bürgermeister
Der Gemeinderat besteht (inkl. Bürgermeister) aus sechs Mitgliedern. Die Wahl zum Gemeinderat am 26. Mai 2019 hatte folgende Ergebnisse:
| Partei/Bewerber                        | Prozent | Sitze |
| -------------------------------------- | ------- | ----- |
| Unabhängige Wählergemeinschaft Briggow | 89,79   | 5     |
| Einzelbewerber Hardt                   | 10,21   | 1     |

Bürgermeister der Gemeinde ist Rainer Hardt, er wurde mit 79,39 % der Stimmen gewählt.

### Wappen, Flagge, Dienstsiegel
Die Gemeinde verfügt über kein amtlich genehmigtes Hoheitszeichen, weder Wappen noch Flagge. Als Dienstsiegel wird das kleine Landessiegel mit dem Wappenbild des Landesteils Mecklenburg geführt. Es zeigt einen hersehenden Stierkopf mit abgerissenem Halsfell und Krone und der Umschrift „GEMEINDE BRIGGOW • LANDKREIS MECKLENBURGISCHE SEENPLATTE“.

## Sehenswürdigkeiten
- Briggow ist ein typisches mecklenburgisches Gutsdorf.
- Sülten ist ein typisches langgestrecktes Straßenangerdorf mit den vorherrschenden Dreiseithöfen.
- Das ehemalige Gutsdorf Sülten-Hof ist von Neubauerngehöften geprägt.
- Neugotische Backsteinkirche in Briggow von 1866 nach Plänen von Friedrich Wilhelm Buttel im Auftrage von Karl Alexander von Oertzen.
- Klassizistisches Gutshaus in Briggow mit Pferdestall und ehemaligem Gutspark. Von 1702 bis 1791 gehörte das Gut der Familie von Krackewitz, danach bis 1945 den von Oertzen.
- Neugotische Dorfkirche in Sülten von 1873 aus Backstein, auf dem kleinen Kirchanger.
- Gutshaus Sülten Hof, ein neunachsiger Putzbau mit Krüppelwalmdach, ist ein Förderprojekten der Deutschen Stiftung Denkmalschutz.

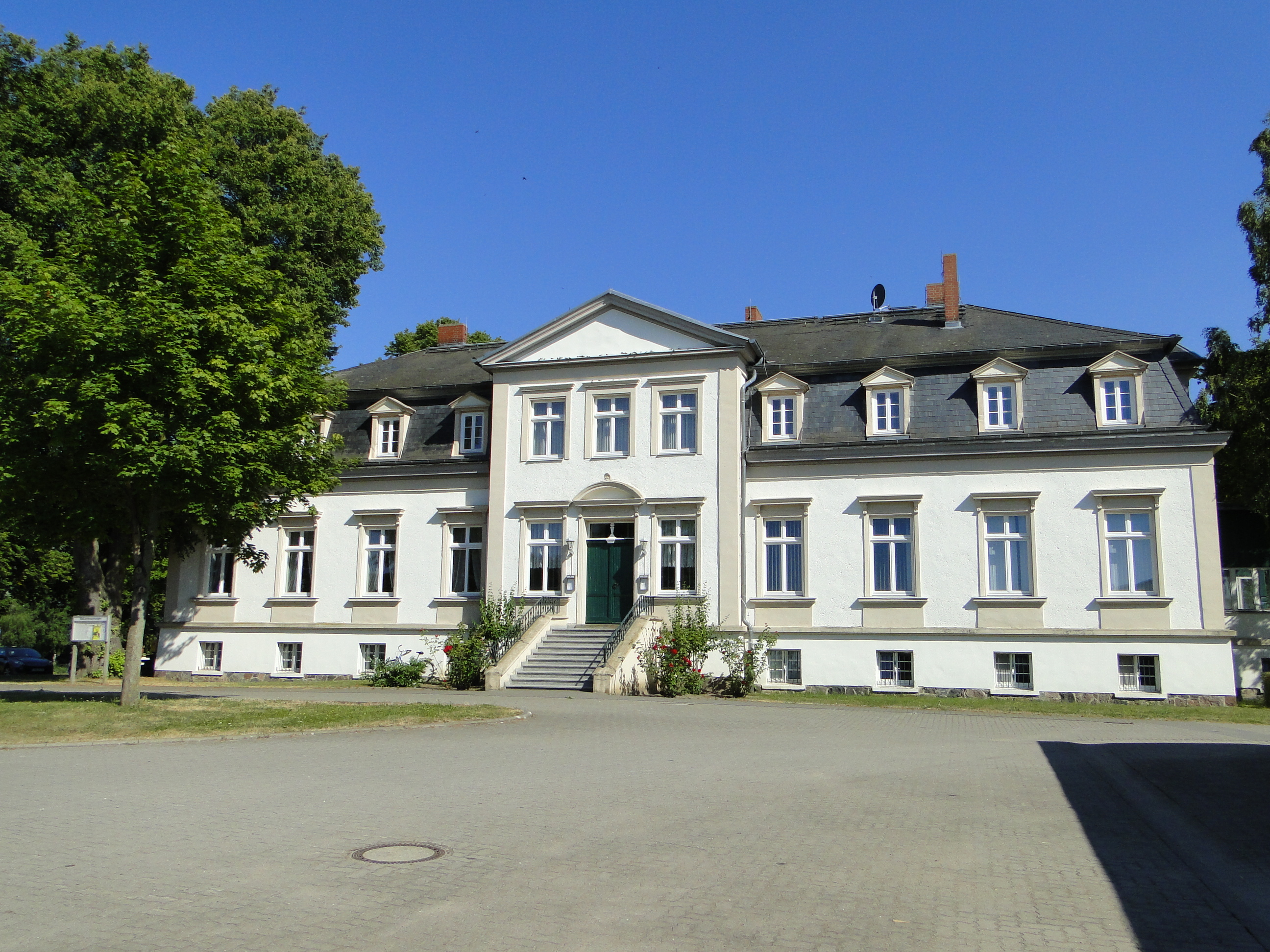
Gutshaus in Briggow
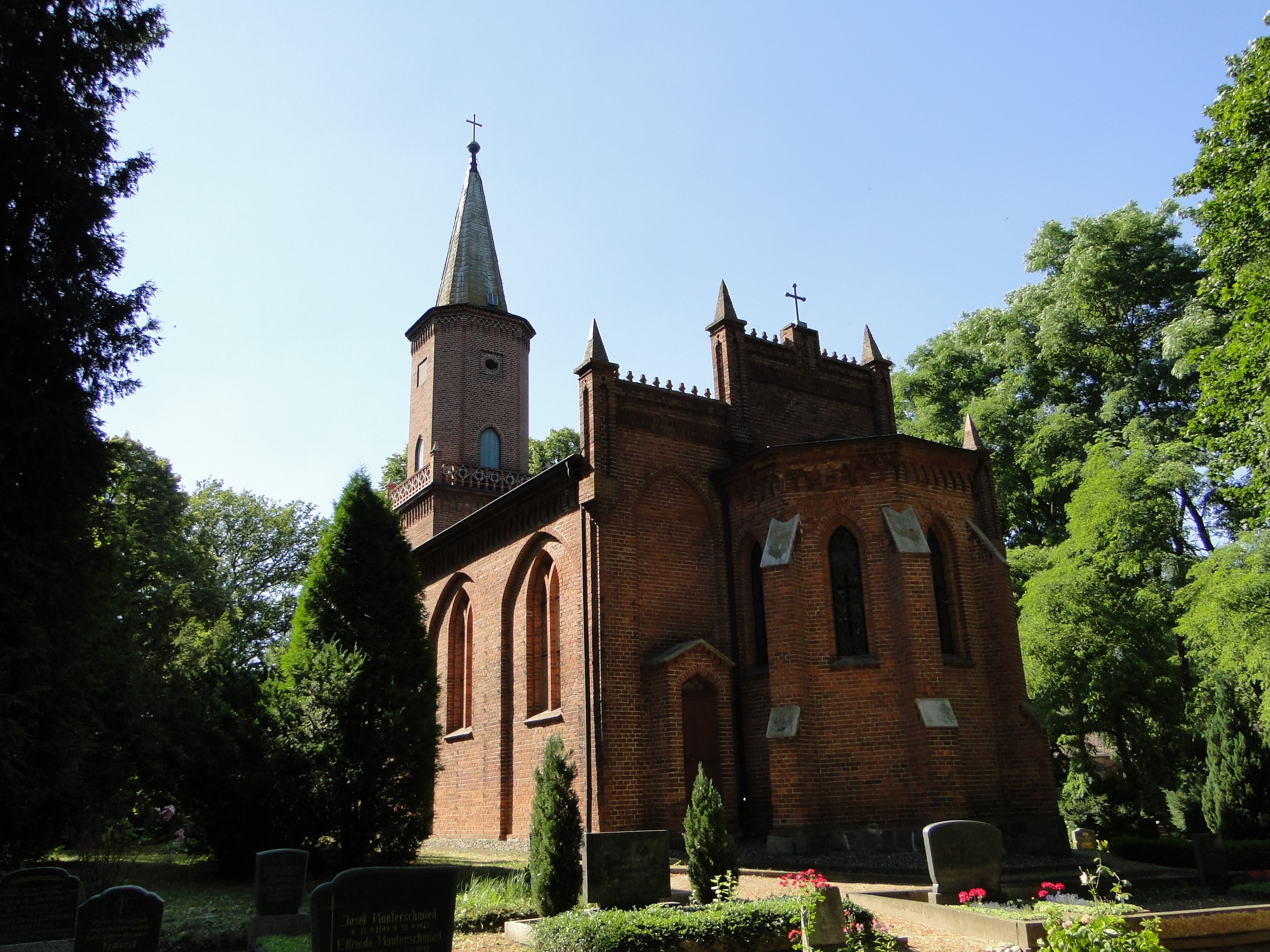
Kirche in Briggow
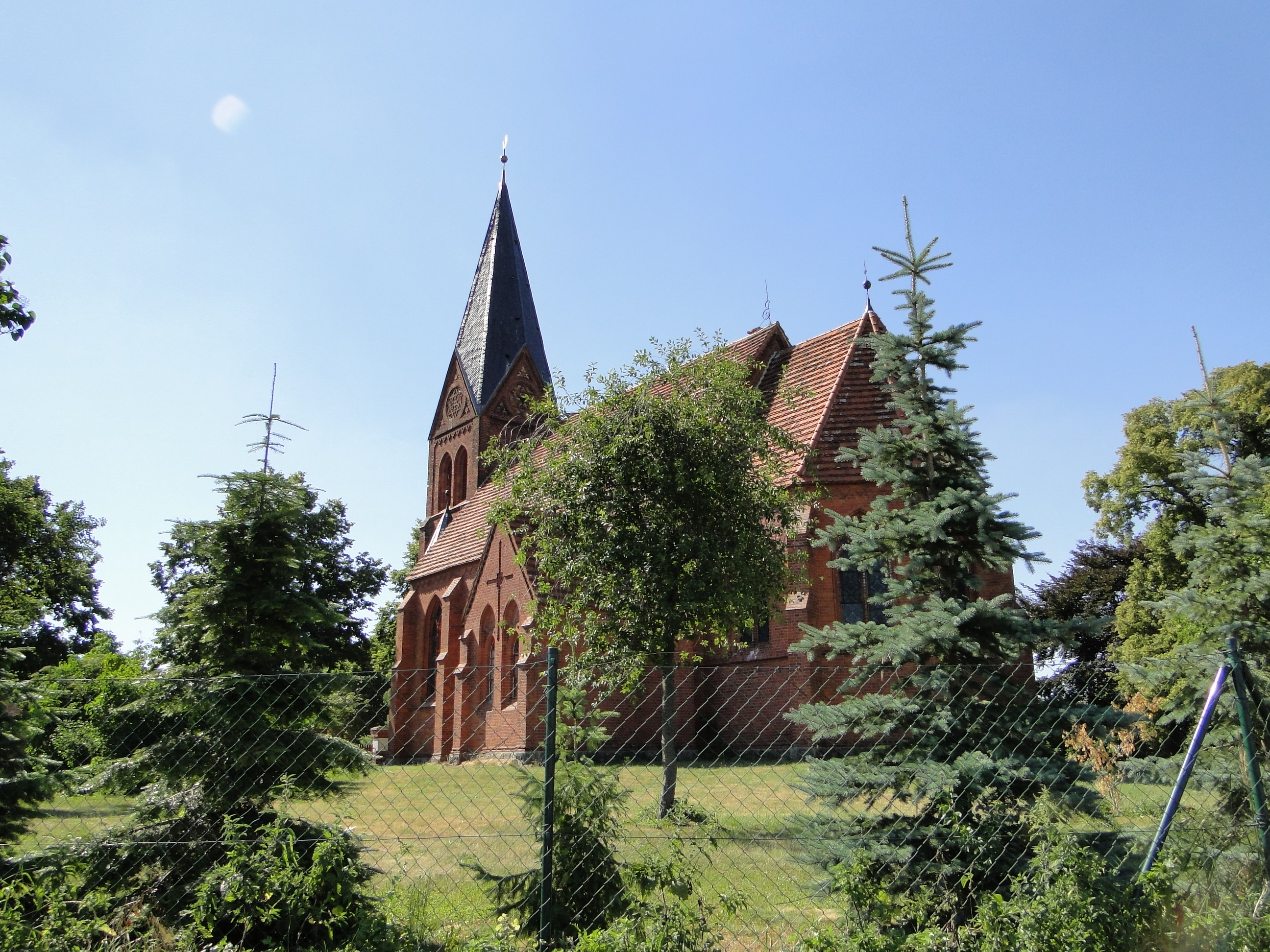
Kirche in Sülten

## Persönlichkeiten
- Dietrich (Arnd Karl Adolf) von Oertzen (1887–1970), deutscher Jurist, Verwaltungsbeamter und Politiker (DNVP)